# 郵政行政局
郵政行政局（ゆうせいぎょうせいきょく）は、かつて存在した総務省の内部部局の一つである。

## 沿革
- 2001年（平成13年）1月6日　中央省庁再編に伴い旧郵政省の郵務局、貯金局および簡易保険局を統合し、郵政企画管理局と郵政事業庁を設置。
- 2003年（平成15年）4月1日　郵政企画管理局を郵政行政局に改組。
- 2008年（平成20年）7月4日　郵政行政局、情報通信政策局および総合通信基盤局国際部を改組し、情報通信国際戦略局と情報流通行政局を設置。郵政行政局の機能は縮小され情報流通行政局の郵政行政部となる。

## 所掌事務
廃止直近の総務省組織令による。
- 条約又は法律（法律に基づく命令を含む。）で定める範囲内において、郵便、郵便為替及び郵便振替に関する国際的取決めを協議し、及び締結すること並びに万国郵便連合その他の機関と連絡する事務
- 郵便認証司に関する事務
- 信書便事業の監督に関する事務
- 郵政事業（法律の規定により、郵便局において行うものとされ、及び郵便局を活用して行うことができるものとされる事業[2]をいう。）に関する事務

## 組織
廃止直近の総務省組織規則による。
- 総務企画課
- 郵便企画課
- 貯金企画課
- 保険企画課
- 信書便事業課

## 歴代局長

### 郵政企画管理局長
| 氏名   | 出身省庁 | 前職           | 在任期間                                              | 後職           |
| ------ | -------- | -------------- | ----------------------------------------------------- | -------------- |
| 松井浩 | 郵政省   | 郵政省郵務局長 | 2001年（平成13年）1月6日 - 2002年（平成14年）1月8日   | 郵政事業庁長官 |
| 團宏明 | 郵政省   | 大臣官房長     | 2002年（平成14年）1月8日 - 2003年（平成15年）1月17日  | 郵政事業庁長官 |
| 野村卓 | 郵政省   | 郵政公社統括官 | 2003年（平成15年）1月17日 - 2003年（平成15年）3月31日 | 郵政行政局長   |

### 郵政行政局長
| 氏名     | 出身省庁   | 前職                       | 在任期間                                              | 後職                       |
| -------- | ---------- | -------------------------- | ----------------------------------------------------- | -------------------------- |
| 野村卓   | 郵政省     | 郵政企画管理局長           | 2003年（平成15年）4月1日 - 2004年（平成16年）1月6日   |                            |
| 清水英雄 | 郵政省     | 政策統括官（情報通信担当） | 2004年（平成16年）1月6日 - 2005年（平成17年）5月17日  | 政策統括官（情報通信担当） |
| 鈴木康雄 | 郵政省     | 政策統括官（情報通信担当） | 2005年（平成17年）5月17日 - 2006年（平成18年）7月21日 | 情報通信政策局長           |
| 須田和博 | 郵政省     | 総合通信基盤局長           | 2006年（平成18年）7月21日 - 2007年（平成19年）7月6日  |                            |
| 橋口典央 | 行政管理庁 | 政策統括官（統計基準担当） | 2007年（平成19年）7月6日 - 2008年（平成20年）7月4日   | 行政管理局長               |